# Pyrausta subcrocealis
Pyrausta subcrocealis is een vlinder van de familie van de grasmotten (Crambidae). De wetenschappelijke naam van deze soort is voor het eerst voorgesteld als Botys subcrocealis door Pieter Snellen in een publicatie uit 1880.
De soort komt voor in Indonesië (Sulawesi).